# Крофтинг
Крофтінг — форма землеволодіння та дрібного виробництва продуктів харчування, характерна для Шотландського нагір’я, островів Шотландії та раніше на острові Мен. У містечках 19-го століття на кращих землях створювали індивідуальні ферми, а велика територія пагорбів гіршої якості була спільною для всіх землеробів містечка для випасу худоби.

## Практика
Крофтінг — це традиційна соціальна система в Шотландії, що визначається дрібним виробництвом продуктів харчування. Крофтінг характеризується своїми загальними робочими громадами, або "тауншипами". Індивідуальні присадибні ділянки зазвичай створюються на 2—5 гектарів (4,9—12,4 акра) для кращої якості кормів, ріллі та овочівництва. Кожне селище обслуговує пагорби гіршої якості як загальні пасовиська для великої рогатої худоби та овець.
Землекористування в графствах, де виробляються землі, обмежене кліматом, ґрунтами та рельєфом. З кінця 20-го століття уряд класифікував практично всі сільськогосподарські угіддя на нагір’ї та островах як неблагополучні згідно з положеннями Директиви про менш сприятливі території (LFA), але ці території все ще отримують найнижчі виплати за LFA. Більшість землеробів не можуть економічно вижити, займаючись лише сільським господарством, і вони займаються низкою інших видів діяльності, щоб заробити собі на існування.
Незважаючи на труднощі, крафтінг важливий для нагір’я та островів. У 2014–2015 роках було 19 422 господарства, в яких працювало 15 388 хліборобів. Деякі землероби орендують більше ніж одну ділянку, а невиїзд на ділянку означає, що оренда зберігається, але не обробляється. Близько 33 000 членів сімей жили в крафтових господарствах, або близько 10% населення нагір'я та островів. Крафтові домогосподарства становили близько 30% домогосподарств у сільській місцевості нагір’я та до 65% домогосподарств на Шетланді, Західних островах і Скай. Було 770 000 гектарів землеробства, що становить приблизно 25% площі сільськогосподарських угідь у графствах землеробства. Крофтери утримували близько 20% усієї м’ясної худоби (120 тис. голів) і 45% племінних овець (1,5 мільйон овець). Крофтінг регулюється Крофтинг комісією.

## Вимоги
Орендарі та власники земельних ділянок зобов’язані виконувати низку обов’язків, зазначених у розділах 5AA–5C та 19C Закону про Крофтерів (Шотландія) 1993 року з поправками. Існує обов’язок бути звичайним резидентом протягом 32 км ділянки. Якщо присадибна ділянка є єдиним житлом, а сім’я землероба є резидентами, поки присадибна ділянка не знаходиться, це, ймовірно, буде прийнято як звичайне проживання. Інші обставини, що стосуються інших місць проживання, потребуватимуть індивідуальної оцінки. На додаток до обов’язку орендарів житла та власників земельних ділянок землероби зобов’язані забезпечувати культивацію та догляд за земельною ділянкою, а також не допускати її нехтування чи використання не за призначенням. 

## історія
Крафтові спільноти були продуктом хайлендських дозволів (хоча окремі господарства існували і до дозволів). Вони замінили ферми або bailtean, які мали загальні випаси та орні відкриті поля, що працювали за системою run rig. Зазвичай ця зміна була пов’язана з двома речами. По-перше, протягом останньої чверті 18-го сторіччя талісмани були поступово ліквідовані. Tacksman (член daoine uaisle, іноді описуваний як "джентрі" англійською мовою) був власником оренди або "tack" від землевласника. Там, де оренда передбачалася під заставу, відповідальний, як правило, здавав у суборенду орендарям ферми і, можливо, забезпечував певний управлінський нагляд. Не дозволяючи цій верстві суспільства здавати в суборенду, поміщики отримували всю орендну плату, яку сплачували ті, хто обробляв землю. По-друге, землевласники замінили старі методи землеробства системами скотарства. У перших випадках вони базувалися на великій рогатій худобі. Значно більш поширеним було впровадження екстенсивних вівчарських ферм. Під час багатьох дозволів орендарів внутрішніх ферм переселяли до крафтових громад у прибережних районах, залишаючи землю, яку вони залишили, для овець. Цей вид розмитнення проводився здебільшого до 1820-х років.
Присадибні ділянки, створені розчищенням, не мали на меті задовольнити всі потреби тих, хто там жив, і, отже, були обмежені в розмірі кількома акрам орної землі з оточуючими спільними випасами. Орендодавці передбачали, що їхні орендарі крафтингу будуть працювати в різних галузях, наприклад, рибальстві або вирощуванні водоростей. Згідно з сучасними підрахунками, землеробу потрібно було 200 днів працювати поза межами своєї ділянки, щоб уникнути злиднів. У другій половині 19 століття багато хліборобів забезпечували значну робочу силу мігрантів, особливо для низинних ферм.
Крафтерські громади сильно постраждали від Картопляного голоду в Хайленді. Невеликі орні ділянки означали, що картопля була важливою культурою через її високу продуктивність. Поява картопляної фітофторозу (і крах промисловості ламінарії за кілька років до цього) зробила деякі крафтові спільноти нежиттєздатними. Це стало поштовхом до другої фази Хайлендських дозволів, коли багато орендарів залишили Хайлендс, часто емігруючи. :45–49
У 21 столітті крафтінг поширений переважно в сільській місцевості Західних і Північних островів і на прибережних околицях західної та північної частини материка Шотландії.
Закон про холдинги крофтерів (Шотландія) 1886 р. передбачав гарантію володіння, що є ключовим питанням, оскільки більшість крофтерів залишаються орендарями. Закон заохочував орендарів покращувати землю під їхнім контролем, оскільки це забезпечувало передачу контролю в сім’ях і майбутнім поколінням.
Землеробство було важкою, виснажливою працею, яка забезпечувала існування.
У 1976 році землеробам було надано право купувати свої окремі ділянки. У 2003 році, як частина Закону про земельну реформу, органам землеробської громади було надано право купувати придатну земельну ділянку, пов’язану з місцевою спільнотою землеробів.